# Orditoio

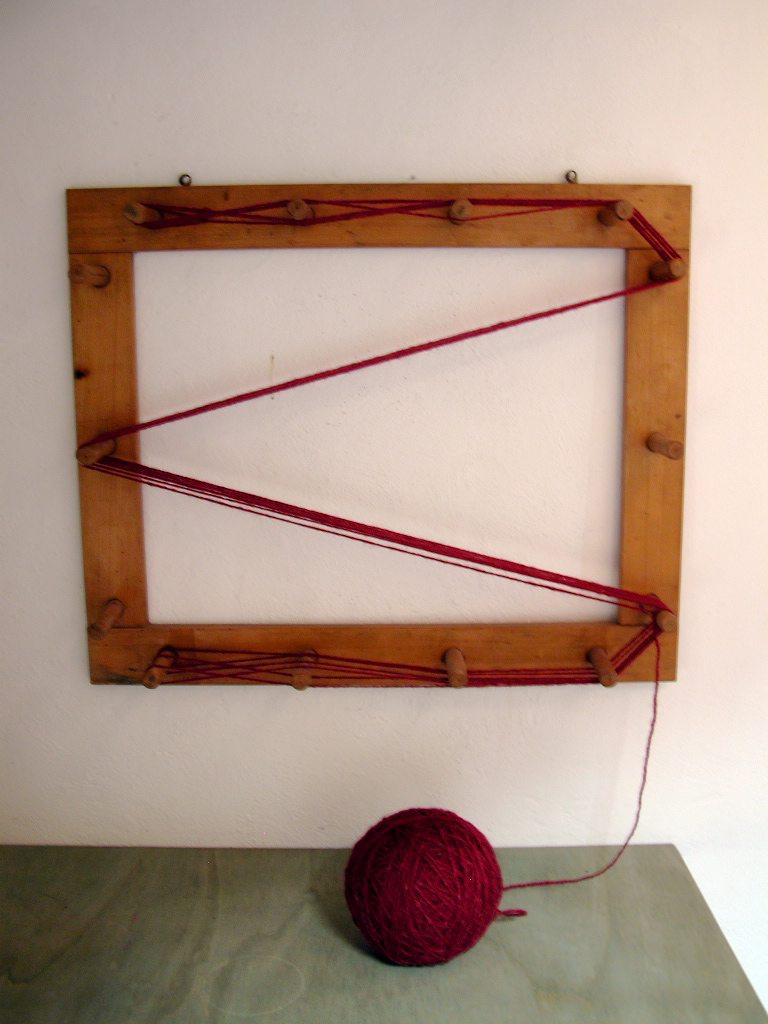
Orditoio da parete

L'orditoio è l'attrezzo che permette di preparare l'ordito, in modo che possa essere montato su un telaio da tessitura.

## Tipi di orditoi
- Il più semplice e antico consiste in pioli di legno saldamente attaccati a un piano di lavoro o una parete, posti alla distanza giusta per ottenere la lunghezza d'ordito necessaria.
- a parete è una cornice di legno con i pioli disposti tutto intorno, passando da un piolo all'altro a zigzag si ottiene la lunghezza.
- girevole è una struttura a gabbia girevole montata su una base dove la lunghezza è ottenuta disponendo il filo a spirale, sempre attaccato ai pioli.
- vi è un particolare subbio a settori  che permette il montaggio dell'ordito direttamente sul telaio.

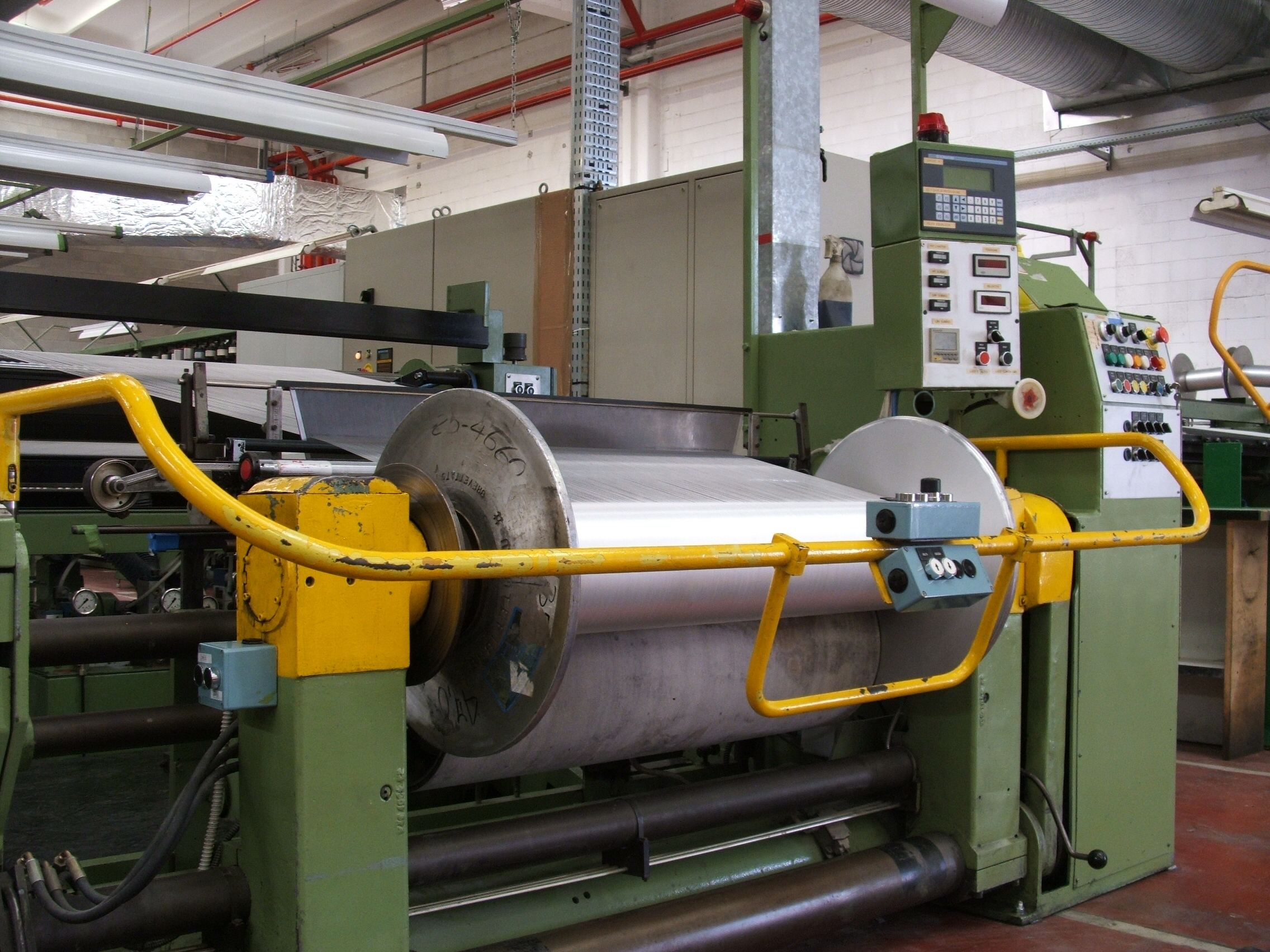
Un orditoio industriale

- Nell'industria tessile l'orditura è affidata ad un reparto specializzato, dove un macchinario fornito di una batteria di rocche, che si chiama cantra, alimenta l'orditoio che carica tutti i fili dell'ordito, ben tesi e ordinati, su un subbio in metallo.  Questi pesanti subbi vengono caricati sui telai con un carrello apposito. Si distinguono fondamentalmente in tre classi:
- sezionale (per orditi con elevato numero di fili e/o note d'ordito complesse)
- frazionale (note d'ordito semplici, le quali non comportino una elevata ripetività del rapporto ed il numero dei fili della catena dell'ordito non è elevata)

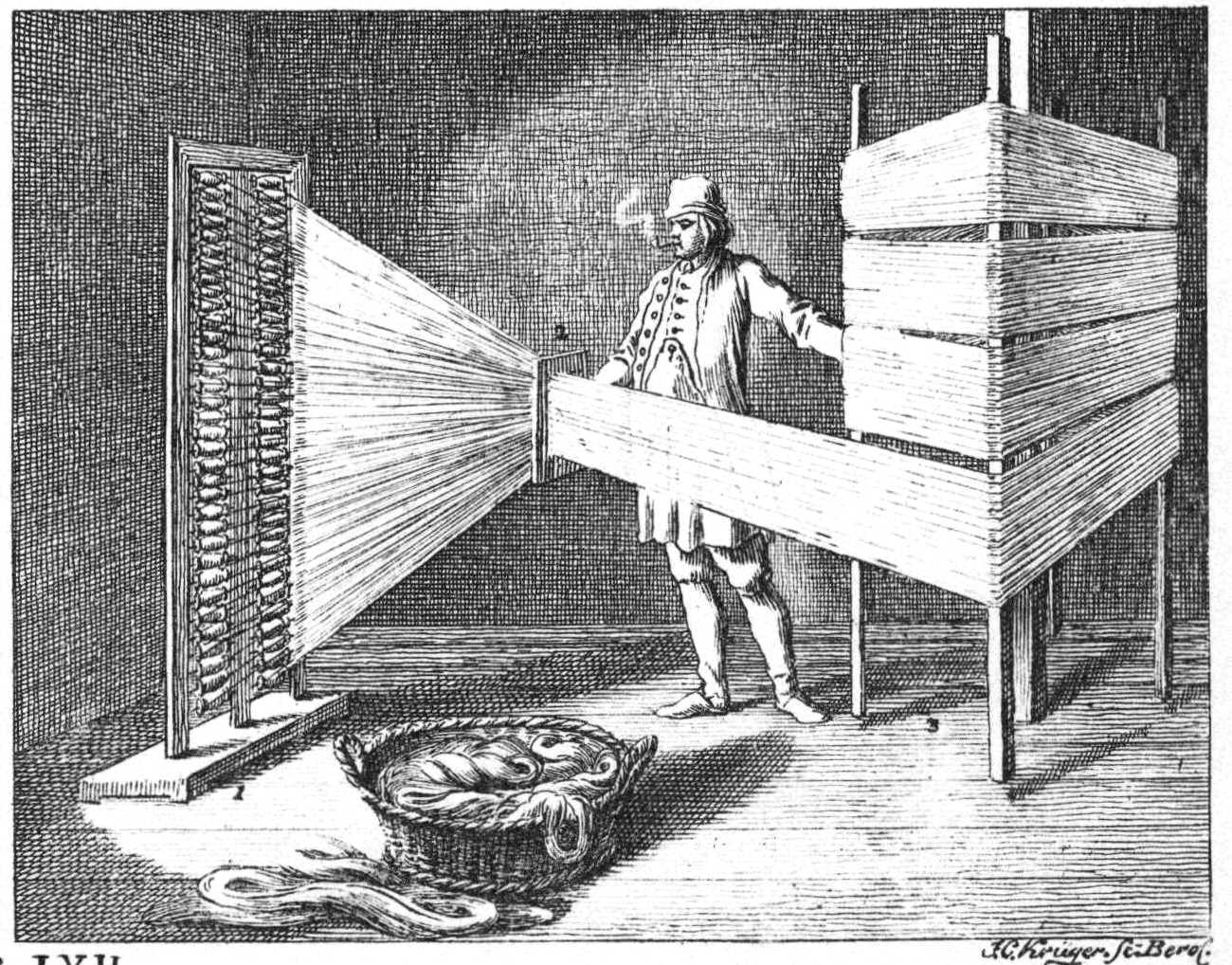
Orditoio verticale

- a botte o verticale (viene utilizzato per brevi metraggi di campionature, questo orditoio offre il vantaggio che da 16 rocche si possa ricavarne una nota d'ordito più o meno complessa con un alto numero di fili di fondo. Viene usato specialmente in camiceria ove la metratura media è di 200/400 metri per catena d'ordito).

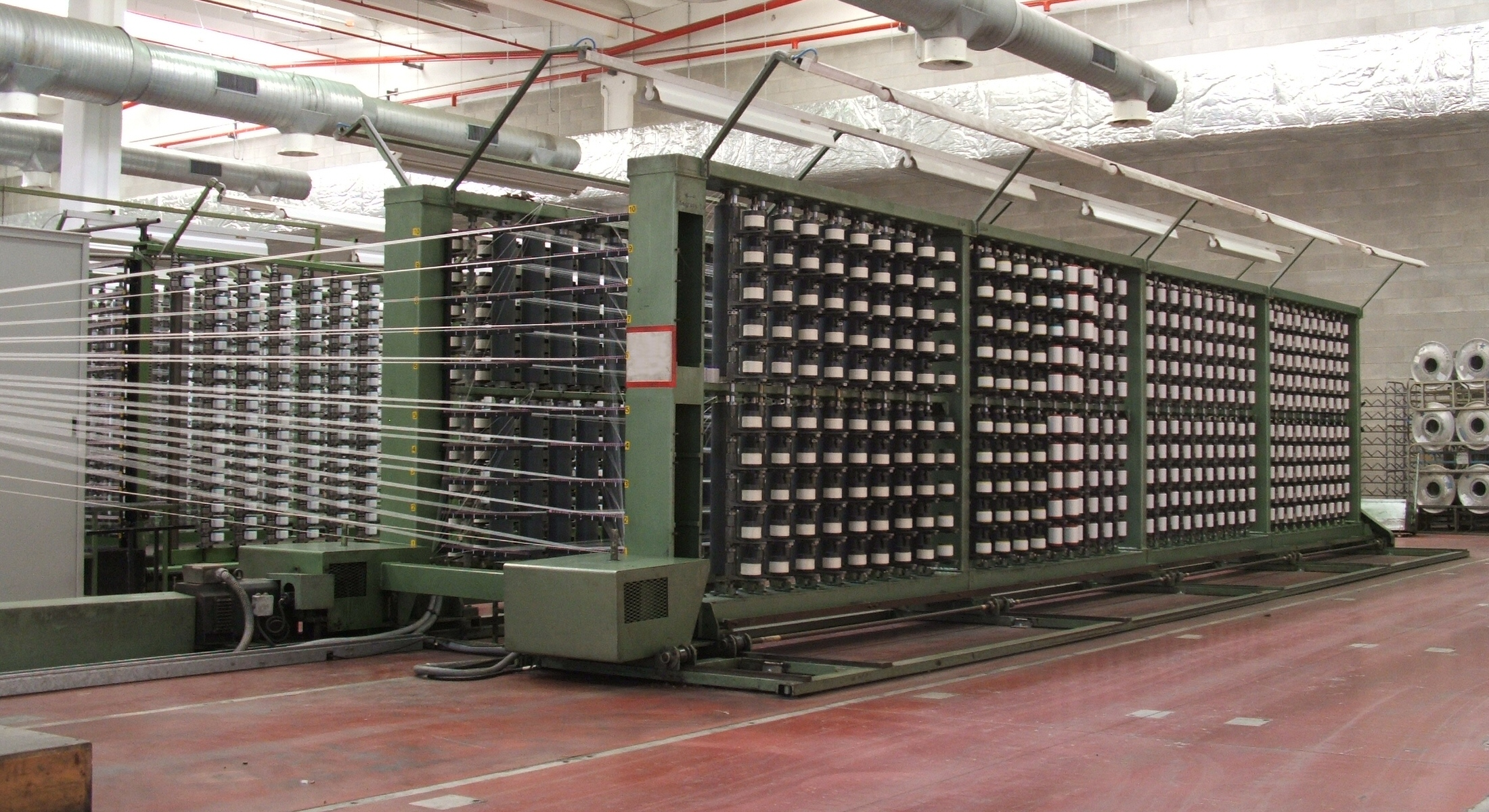
Una cantra